# Михуткин, Михаил Андреевич
Михаил Андреевич Михуткин (1923—1968) — старший сержант Рабоче-крестьянской Красной Армии, участник Великой Отечественной войны, Герой Советского Союза (1945).

## Биография
Родился 26 сентября 1923 года в селе Рахмановка (ныне — Пугачёвский район Саратовской области). После окончания семи классов школы работал монтажником в городе Чирчик. В 1941 году Михуткин был призван на службу в Рабоче-крестьянскую Красную Армию. С 1942 года — на фронтах Великой Отечественной войны.
К сентябрю 1944 года старший сержант Михаил Михуткин был разведчиком 935-го стрелкового полка 306-й стрелковой дивизии 43-й армии 1-го Прибалтийского фронта. Отличился в боях на территории Латвийской ССР. 19 сентября 1944 года Михуткин участвовал в отражении немецкой танковой контратаки в районе посёлка Балдоне Рижского района, лично подорвав два вражеских танка.
Указом Президиума Верховного Совета СССР от 24 марта 1945 года за «образцовое выполнение боевых заданий командования на фронте борьбы с немецкими захватчиками и проявленные при этом мужество и героизм» старший сержант Михаил Михуткин был удостоен высокого звания Героя Советского Союза с вручением ордена Ленина и медали «Золотая Звезда» за номером 9291.
После окончания войны Михуткин был демобилизован по инвалидности. Проживал в Ташкенте. Скоропостижно умер 20 декабря 1968 года, похоронен на Боткинском кладбище Ташкента.
Был также награждён орденами Красной Звезды и Славы 3-й степени, рядом медалей.

## Память
- Мемориальная доска в память о Михуткине установлена Российским военно-историческим обществом на здании Рахмановской средней школы, где он учился.